# Anabarhynchus oblongicornus
Anabarhynchus oblongicornus är en tvåvingeart som beskrevs av Shaun L. Winterton 2004. Anabarhynchus oblongicornus ingår i släktet Anabarhynchus och familjen stilettflugor.
Artens utbredningsområde är Queensland. Inga underarter finns listade i Catalogue of Life.